# 麻生子八咫
麻生子八咫（あそうこやた、1985年〈昭和60年〉10月4日 - ）は、日本の活弁士（活動写真弁士、活動弁士、弁士、映画説明者）。活弁士・麻生八咫（あそうやた）の一人娘。1996年9月15日（当時10歳）に浅草木馬亭で活弁士としてデビュー。英語活弁、講演会、脚本、演出、諸芸能とのコラボレーション等、さまざまな舞台活動を⾏う。日本弁論連盟理事。浅草のタウン誌『月刊浅草』副編集長。埼玉県鴻巣市「こうのす観光大使」。

## 来歴・人物
東京都目黒区生まれ、埼玉県鴻巣市育ち。活弁士・麻生八咫の一人娘として生まれる。幼い頃は口数の少ない子供だったという。幼稚園の頃から東京近県の麻生八咫の活弁公演を観て育ち、次第に自分も活弁をやりたいと思うようになる。9歳の時に「活弁士になりたい」と打ち明けた。最初は反対していた麻生八咫だが、色々な人に相談し、木馬亭の支配人だった芝清之氏の「面白そうじゃないか。木馬亭からデビューさせたらいい」という言葉で子八咫のデビューを決めた。デビュー演目は、チャップリンの『キッド』と『大番頭』。
2000年の夏休み（当時中学3年生）に鴻巣市の海外派遣団の一員として渡米し、滞在中に2箇所で英語活弁を披露した。この体験がきっかけで、英語活弁を始めた。
2003年11月、第48回⽂部科学⼤⾂杯全国⻘年弁論⼤会・⽂部科学⼤⾂杯受賞。弁論のタイトルは「18歳の私が本気で伝えたいこと」。
2004年、獨協大学外国語学部言語文化学科に入学。両親が獨協大学の卒業生で、幼い頃から「日本で一番いい大学は獨協大学だ」と言われ続けて育ったという。ちなみに、子八咫が小学生の時に「じゃあ、日本で2番目にいい大学はどこなの？」と聞いたら、八咫はしばらく考えた後に「・・・東京大学かな」と答えたことが理由で、大学院は東京大学に進学した。獨協大学在学中の2006年4月から6月、カナダブリティッシュコロンビア大学へ留学。留学中の2006年6月、バンクーバー郊外にあるJapanese Canadian National Museumにて英語で活弁公演とワークショップを行う。2006年9月から2007年5月には、アメリカ合衆国オハイオ州フィンドレー大学へ留学。留学中の2006年10月には、フィンドレー大学講堂にて活弁公演を行った。
2005年から現在に至るまで、麻生八咫と共に「活弁教室」主宰し、後進の指導にも務める。2005年から2010年は浅草雷門通りの老舗レコード店「ヨーロー堂」2階で行い、2011年以降は、台東区社会教育センター4階ホールに場所を移し現在に至る。年1回、活弁発表会を行っている。
2008年、⾼校2年生の英語教科書『All AboardⅡ』（東京書籍）に “A Young Katsubenshi” として紹介される。
2013年3月、東京大学大学院総合文化研究科超域文化科学専攻表象文化論分野にて修士号を取得。
2016年、⿇⽣⼋咫・⼦⼋咫の記念切⼿発売。
2020年3⽉、東京⼤学⼤学院総合⽂化研究科超域文化科学専攻表象文化論分野博⼠課程を満期退学。
2022年10月、埼玉県鴻巣市「こうのす観光大使」就任。
2023年1月、『月刊浅草』副編集長就任。

## メディア出演
- 1996 - 1999年（デビュー取材が多数）
  - 1996年10月、『週間文春』グラビア欄に「麻生親娘は鴻巣の美空ひばりを目指す」として掲載。
  - 1999年、筑紫哲也ニュース23
  - 1999年、テレビ朝日 Jチャン
- 2002年
  - 「青年の主張」（NHK）
  - 「君たちの未来は東京の未来」（テレビ東京）
  - 首都圏ネットワーク「若者たちの挑戦」（NHK）
  - 「クイズ常識の時間」（日本テレビ）
  - 「大阪ほんわかテレビ」（読売テレビ）
- 2003年
  - 「にっぽん活動屋列伝」
  - 「あかたのげん」（テレビ東京）
- 2004年
  - 「今年の主役」(NHK)
- 2005年
  - 「Energy to the People」（NHK）
- 2008年
  - 「一期一会」（NHK）
- 2011年
  - NHK高校講座「英語？」（NHK第二ラジオ）全6回出演
- 2012年
  - 「風になる」（TBS）
- 2013年
  - 「元気のアプリ」（日本テレビ）
  - 『MAMOR(マモル)』「がんばる女子」欄（インタビュー記事）
- 2014年
  - 『週刊エコノミスト』5月6月合併号「ワイドインタビュー問答有用」欄
  - 資生堂雑誌『花椿』「Woman」
- 2015年
  - 「世界人」（BS-TBS）
- 2019年
  - 12月「ヒルナンデス!」（日本テレビ）
- 2020年
  - 2月「オトナ女子ストーリーズ」（BS-TBS）
- 2021年
  - 2月13日 NHK World Japan「J-Flicks」（NHK World Japan）で小津安二郎監督作品『出来ごころ』と『非常線の女』の英語活弁披露

## 主な公演歴

### - 2005年
- 1996年9月、10歳で浅草木馬亭よりデビュー。以来、活弁士として全国各地を精力的に公演して回る。
- 1998年8月、「わっしょい百万夏祭り」にて、北九州市大谷球場にて野外で活弁公演。
- 2000年10月、第１回しものせき映画祭にて活弁公演（下関市市民会館大ホール）。
- 2001年11月、平成13年度文化庁芸術祭参加（江戸東京博物館大ホール）。
- 2002年9月、獨協大学英語スピーチコンテストのアトラクションとして英語活弁を披露。
- 2003年、クレア鴻巣主催活弁公演にて、宮内庁管弦楽団のオーケストラ演奏と共にチャップリンの『街の灯』等を行う。（指揮・編曲・音楽監督近衛秀健）
- 2003年11月、平成15年度文化庁芸術祭参加（カメリアホール）。
- 2004年、第5回しものせき映画祭にて活弁公演（下関市文化会館大ホール）。
- 2005年 - 、（至現在）活弁教室主宰。（教室は基本的に月一回、日曜日、年末に発表会を行う。2005年〜2010年はヨーロー堂2階で行い、2011年以降は台東区社会教育センター4階ホールに場所を移す）。
- 2005年、大分・福岡県内の寺回りツアー始動（毎年4月末 - 5月上旬）。

### 2006 - 2015年
- 2006年6月、カナダバンクーバー郊外にあるJapanese Canadian National Museumにて英語で活弁公演とワークショップ。
- 2006年10月、フィンドレー大学講堂にて活弁公演を行う。
- 2007年7月、第620回三越名人会（三越劇場）で活弁。
- 2007年以降、獨協大学全カリ講座「好きなことを続ける」や「獨協学」や「自由時間設計」などで、ゲスト講師として毎年講演。
- 2008年9月、麻生子八咫が語ることを前提に作られた新作活弁映画『ゆめまち観音』封切。（浅草公会堂、第一回したまちコメディ映画祭オープニング招待作品）。
- 2009年11月、北海道大学CLARK THEATER2009にて、英語活弁で『チャップリンの街の灯』を上映。その他日本語の演目も多数行う。
- 2009年11月、第12回京都国際学生映画祭の特別企画として活弁『落第はしたけれど』（小津安二郎監督作品）の活弁公演。
- 2009年12月、大分市文化会館大ホールで麻生子八咫のための現代活弁映画『ゆめまち観音』（75分）を全編大分方言で語る。
- 2010年、競輪（KEIRIN）のコマーシャルのナレーションを担当。
- 2010年、アメリカ合衆国オハイオ州・ミシガン州を10箇所回って活弁公演を行う。期間中、大学の授業のゲスト講師として講演・ワークショップも行う。
- 2010年、麻生子八咫のために制作された現代の活弁映画『あっちこっちパッパ』（竹内友彦監督、遠山昇司プロデュース作品）封切（熊本DENKI館、熊本市内イオンモール、浅草リトルシアターなど）。
- 2010年、獨協大学高校生英語スピーチコンテストにてアトラクションとして英語で活弁。
- 2010年11月、姫路文学館にて鉄道に関連する活弁公演開催。
- 2011年、小惑星探査機はやぶさのカプセル展示イベント「獨協大学 天文・宇宙ウィーク」にて、講演「活弁とプラ弁の語りの系譜の考察」、土佐誠氏（仙台天文台台長）や小林弘美氏（五島光学）らとパネルディスカッションを行う。また同イベント期間中、活弁『月世界旅行』を披露。
- 2012年2月、長崎歴史博物館にて活弁公演・講演。
- 2012年12月 - 2013年5月、吉本興業主催『マジで忠臣蔵！』（神保町花月、新宿ルミネ、福岡イムズホール、仙台市戦災復興記念館記念ホール）にて、芝居に活弁をつけるという新たな試みを行う。
- 2013年、太鼓笑人めでたい主催「狐狂伝来 忠義臣説話」にて、麻生子八咫は脚本・演出・出演。（霞ヶ関イイノホール）。神話の中の狐たちが観察するという視点で忠臣蔵をモチーフにした演出・脚本にした。
- 2014年11月、シェイクスピア生誕450年を祝し『からさわぎ』の一人芝居を演じる。
- 脚本・演出も自らが担当する。和太鼓とのコラボ公演。（大田区民アプリコ大ホール）。
- 2015年、獨協大学父母の会主催の活弁公演「親娘弁士による無声映画と活弁のライブパフォーマンス だから獨協っておもしろい」にて講演・公演を行う。
- 2015年11月、日本弁論連盟理事就任。(文部科学大臣杯全国青年弁論大会の審査員を務める)。
- 2015年4 - 6月、埼玉県草加市のそうか市民大学の前期講座（春）にて講師として活弁史を講義。
- 2015年11月、SEEDS Conference2015で講演・公演すると共に、オープニングイベントで自主創作「オカメロイド」を演じる。（鎌倉建長寺にて）

### 2016年 -
- 2018年11月、長崎歴史文化博物館主催の1日イベント「活弁ってしってる？」にて、「日本映画史における活弁史」の講演、ワークショップ、実演を行う。
- 2018年11月、「国民文化祭・おおいた2018」の一環として「大分方言まるだし弁論大会」に特別イベントとして出演。『血煙高田馬場』や『月世界旅行』などを全て大分弁で公演。
- 2019年1月、麻生子八咫を主役とした漫画がオンラインで公開。（ブラコミ制作）
- 2019年7月、あそう活弁主催、台東区後援「あそう子八咫・八咫の浅草！」では出演及び舞台制作・演出に携わる。浅草オペラと活弁の融合を試みる。（浅草公会堂）
- 2019年9月、山口県・福岡県活弁ツアー。
- 2019年9月26日、映画『カツベン!』試写会にて活弁披露・周防正行監督とトークショー。
- 2019年10月19日 - 11月14日まで、「歌と活弁士で誘うああ夢の街浅草！」と題した浅草オペラ×活弁のロングラン公演にて、麻生八咫とダブルキャストで務める。（旧奏楽堂、浅草東洋館、浅草大黒家、東本願寺慈光院）
- 2019年11月2日、十文字学園女子大学にて「日本芸能を知る 活弁のすゝめ」を講演。
- 2019年11月28 - 29日、浅草活弁祭り主宰
- 2019年11月30日、文教大学にて「知られる活弁の世界」と題した公演＆講演。
- 2019年12月14日、麻生子八咫脚本・演出・出演の舞台「忠臣蔵って知ってる？」を公演。出演者麻生八咫・吉田もみじ・和泉元彌・麻生子八咫で、即興演劇×カツベンという連鎖劇スタイルの公演を行う（文京区文化シヤッターBXホール）
- 2020年1月、韓国ソウル市にある延世大学にて、活弁に関する研究発表及び英語活弁。
- 2022年5月、「活弁と浅草オペラの浅草パラダイス」公演を主催。
- 2022年10月29日、「浅草活弁祭り2022」では、スウェーデンからヴァイオリニスト（ジョージ・ケントロス）と、サウンドアーティスト（スザンネ・スコッグ）を招いて共演し、現代アート的な演出を試みる。UKのオペラ歌手（ローレ・リクセンバーグ）は来日は叶わなかったが、映像出演をした。